# 博伊森鎮區 (北達科他州鮑曼縣)
博伊森鎮區（英語：Boyesen Township）是位於美國北達科他州鮑曼縣的一個鎮區。

## 地方資料
博伊森鎮區的面積為93.06平方千米，當中陸地面積為92.77平方千米，而水域面積為0.28平方千米。根據2010年美國人口普查的數據，當地共有人口23人，而人口密度為每平方千米0.25人。